# Benjamin Axus
Benjamin Axus, né le 28 septembre 1994 à Versailles, est un judoka français. 

## Carrière
Il est sacré champion d'Europe junior de judo dans la catégorie des moins de 73 kg en 2014.
En 2016, il devient champion de France des moins de 73 kg.
Réserviste pour les championnats d'Europe 2017, il obtient une troisième place au Grand Slam d'Ekaterinbourg. Il est sélectionné pour les championnats du monde à Budapest où il se fait éliminer lors du troisième tour par le Slovène Martin Hojak. Dans la compétition par équipes mixtes, il remporte la médaille de bronze.
Aux Championnats du monde de judo 2018, il remporte la médaille d'argent par équipe mixte.

## Palmarès

### Championnats de France
- Médaille de bronze aux championnats de France par équipes 2020 à Brest
- Médaille d'or aux championnats de France 2019 à Amiens
- Médaille de bronze aux championnats de France 2018 à Rouen
- Médaille de bronze aux championnats de France par équipes 2017 à Marseille
- Médaille d'or aux championnats de France 2016 à Montbéliard
- Médaille d'argent aux championnats de France 2015 à Rouen